# Phổ quát văn hóa
Phổ quát văn hóa (còn được gọi là phổ quát nhân học hay phổ quát nhân loại), như thảo luận của Emile Durkheim, George Murdock, Claude Lévi-Strauss, Donald Brown và những người khác, là một yếu tố, mô hình, đặc điểm hoặc thể chế phổ biến đối với tất cả các nền văn hóa của loài người trên toàn thế giới. Được kết hợp với nhau, toàn bộ các phần của các vũ trụ văn hóa được gọi là tình trạng của con người. Các nhà tâm lý học tiến hóa cho rằng các hành vi hoặc đặc điểm xảy ra phổ biến trong tất cả các nền văn hóa là những ứng cử viên tốt cho sự thích nghi tiến hóa. Một số nhà lý thuyết nhân học và xã hội học có quan điểm tương đối văn hóa có thể phủ nhận sự tồn tại của vũ trụ văn hóa: mức độ mà các vũ trụ này là "văn hóa" theo nghĩa hẹp, hoặc trên thực tế, hành vi được thừa hưởng về mặt sinh học là vấn đề " tự nhiên so với nuôi dưỡng ".

## Sách tham khảo
- Bourguignon, Erika; Greenbaum Ucko, Lenora (1973). Diversity and Homogeneity in World Societies. New Haven, Connecticut: HRAF Press. ISBN 978-0875363301.
- Brown, Donald (1991). Human Universals. Philadelphia: Temple University Press. ISBN 978-0070082090.
- Joseph H. Greenberg, et al. (1978) Universals of Human Language, 4 vols. Stanford University Press.
- Charles D. Laughlin và Eugene G. d'Aquili (1974) Biogenetic Structuralism. New York: Columbia University Press.
- Claude Lévi-Strauss (1966) The Savage Mind. Chicago: University of Chicago Press [first published in French in 1962].
- George P. Murdock (1945), "The Common Denominator of Culture," in The Science of Man in the World Crisis, Ralph Linton (ed.). New York: Columbia University Press.
- Charles E. Osgood, William S May, and Murray S Miron (1975) Cross-Cultural Universals of Affective Meaning Champaign, IL: University of Illinois Press.
- Steven Pinker (2002), The Blank Slate: The Modern Denial of Human Nature, New York: Penguin Putnam.
- Rik Pinxten (1976) "Epistemic Universals: A Contribution to Cognitive Anthropology," in Universalism Versus Relativism in Language and Thought, R. Pinxten (ed.). The Hague: Mouton.